# Evropské hry 2015
I. Evropské hry, nebo také Evropské hry 2015 (ázerbájdžánsky 2015 Avropa Oyunları ), se konaly v ázerbájdžánském Baku. Slavnostní zahájení proběhlo 12. června 2015, ukončení se pak uskutečnilo 28. června 2015.
Bylo to inaugurační vydání z evropských her, které představovaly velkou mezinárodní sportovní událost, kde soutěžily národní olympijské výbory (NOV) z evropského olympijského výboru.

## Vznik
Na vzniku Evropských her měl vliv projekt Evropských her v neolympijských sportech uspořádaných v roce 2007 v ukrajinském Kyjevě. Tehdejší mistr financí Ukrajiny Vadim Kopylov se na popud nařčení, že Ukrajina není schopná zvládnout pořadatelství EURA 2012, rozhodl uvolnit finance pro pořádání velké sportovní akce podobných rozměrů. Kopylov stanul v čele nově vzniklé sportovní organizace ESC (European Sport Committee), která hry pořádala.
První Evropské hry v neolympijských sportech proběhly koncem července 2007 v 15 sportech za účasti 39 zemí a cca 900 sportovců. Šlo o mediálně méně zajímavé sporty a akce i přes svůj úspěch nevzbudila v Evropě velký mediální ohlas. Evropský olympijský výbor však vyčlenil tříčlennou komisi, která měla s ESC dále spolupracovat. ESC se vlivem finanční krize záhy rozpadla a druhé Evropské hry v neolympijských sportech v litevském Šiauliai v roce 2011 se pravděpodobně neuskutečnily.
V roce 2012 na 41. valném shromáždění Evropského olympijského výboru konaného 8. prosince v Římě bylo rozhodnuto uspořádat první Evropské hry po vzoru Asijských či Panamerických her, které jsou na daných kontinentech pro sportovce nejdůležitější akcí roku. Pořádání her bylo přiděleno jedinému kandidátovi, ázerbájdžánskému Baku, na rok 2015.

## Olympijská sportoviště

### Village cluster
- Olympijský stadion (slavností zahájení a zakončení EH 2015, atletika)
- National Gymnastics Arena (gymnastika)

### Flag square cluster
- Baku Aquatics Centre (plavání, potápění, synchronizované plavání)
- Water Polo Arena (vodní poló)
- Beach Arena (plážový fotbal, plážový volejbal)
- Basketball Arena (basketbal (3x3))
- Crystal Hall (volejbal, box, šerm, taekwondo, karate)

### City cluster
- Baku Sports Hall (badminton, stolní tenis)
- Tofiq Bahramov Stadium (lukostřelba)
- Heydar Aliyev Arena (judo, zápas, sambo)

### Ostatní stadiony
- Baku Shooting Centre (střelba)
- Mountain Bike Velopark (cyklistika/horská kola)
- BMX Velopark (cyklistika/BMX)
- Bilgah Beach (triatlon)
- Kur Sport and Rowing Centre, Mingačevir (rychlostní kanoistika)

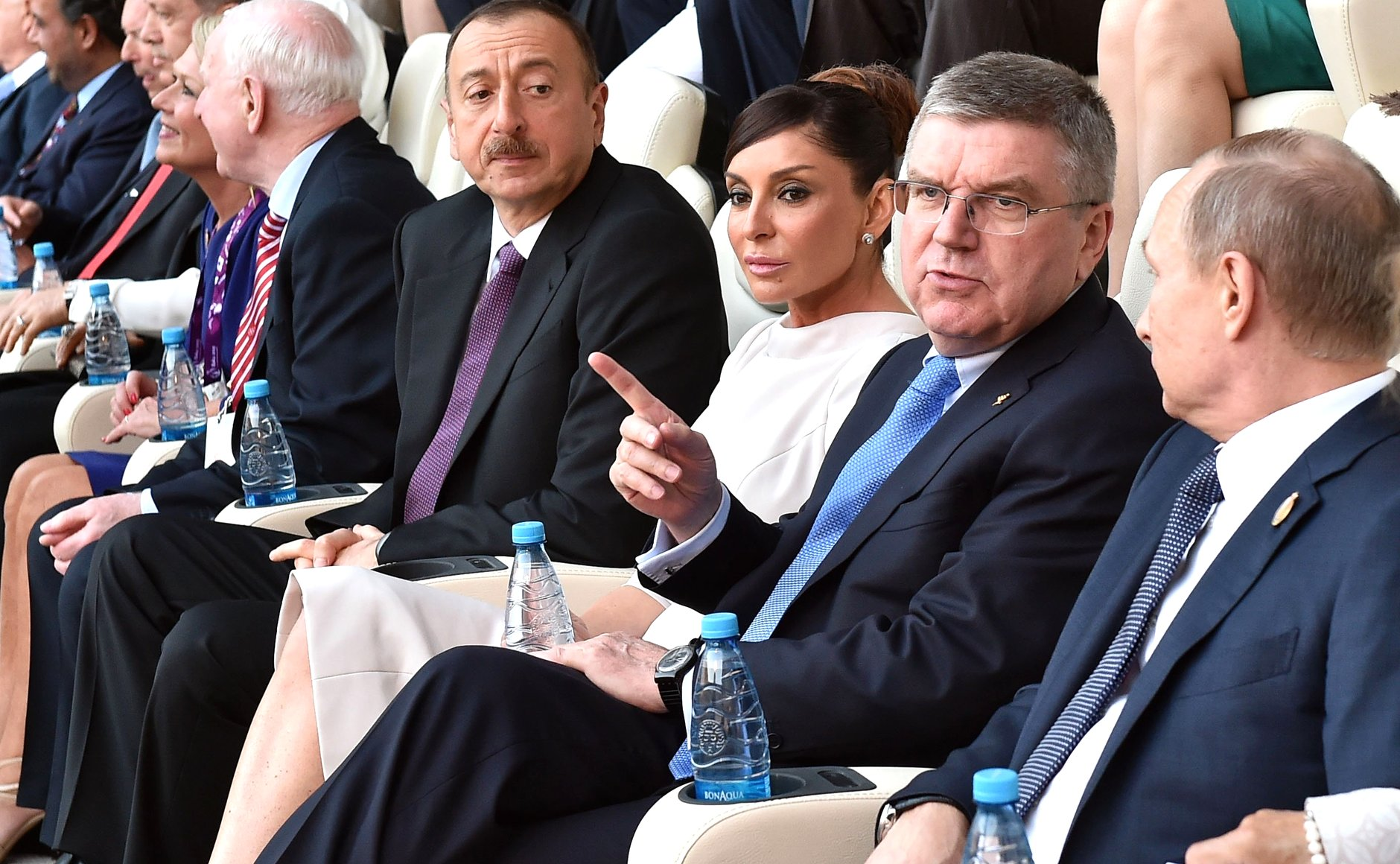
Slavnostní zahájení I. Evropských her v Baku v roce 2015. Zprava: prezident RF Vladimir Putin, předseda MOV Thomas Bach a prezident Ázerbájdžánu Ilcham Alijev s chotí

## Slavnostní zahájení
Slavnostní zahájení her proběhlo 12. června 2015. Hlavním režisérem uměleckého programu slavnostního zahájení se stal významný režisér Dimitris Papaioannou, který zrežiséroval slavnostní zahájení Letních olympijských her 2004 v Athénách. Vystoupila zde zpěvačka Lady GaGa, která zazpívala píseň Imagine od Johna Lennona. scéna představovala reprezentace Yanar Dag a zvláště skalních rytin Gobustánské skalní památky. Žena na jevišti (Nargiz Nasirzade) a muž (Aydemir Aydemirov) ztělesňovali příchod jara. Dva tisíce umělců se shromáždilo na místě, aby provedli Yalli tanec na konci. Ceremonie se zúčastnilo jen několik hlav států: Vladimir Putin z Ruska, Recep Tayyip Erdoğan z Turecka, Aleksander Lukašenko z Běloruska, Bojko Borisov z Bulharska a Victor Ponta z Rumunska. Ponta a Borisov čelili doma kritice za svou účast.

## Kritika
Human Rights Watch vyzvala Ázerbájdžán, aby propustil všechny politické vězně před zahájením Evropských her. Simon Clegg, provozní ředitel úvodních Evropských her 2015 však prohlásil, že úkolem organizátorů Evropských her v Baku 2015 není vystupovat proti porušování lidských práv v Ázerbájdžánu za autoritářské vlády prezidenta Ilhama Alijeva.

V červnu 2015 The Guardian oznámil, že jeho vlastním reportérům, spolu s reportéry z jiných médií, byl zakázán vstup do Baku, aby informovali o hrách. 

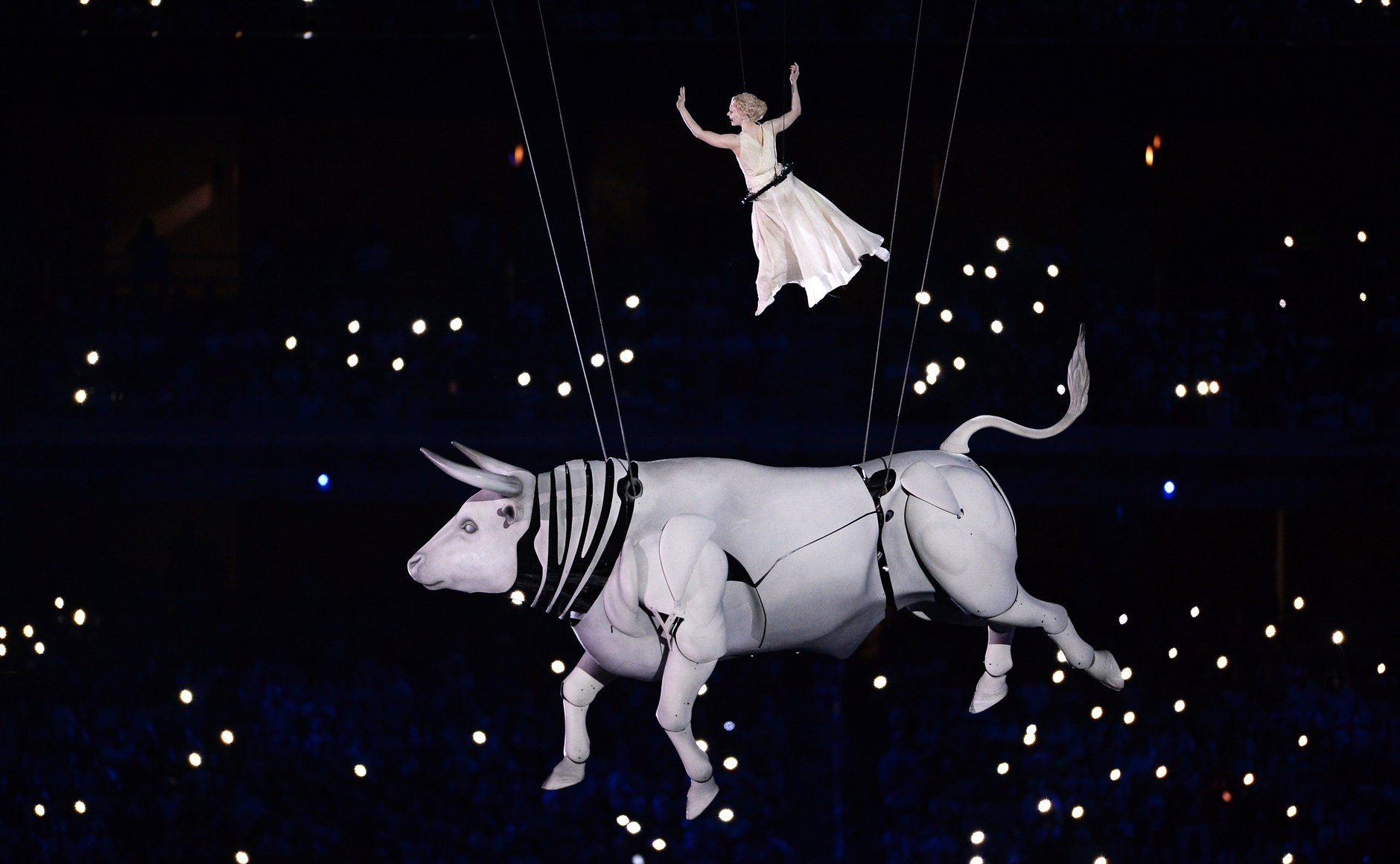
Princezna Európa jezdí na Diovi v podobě býka
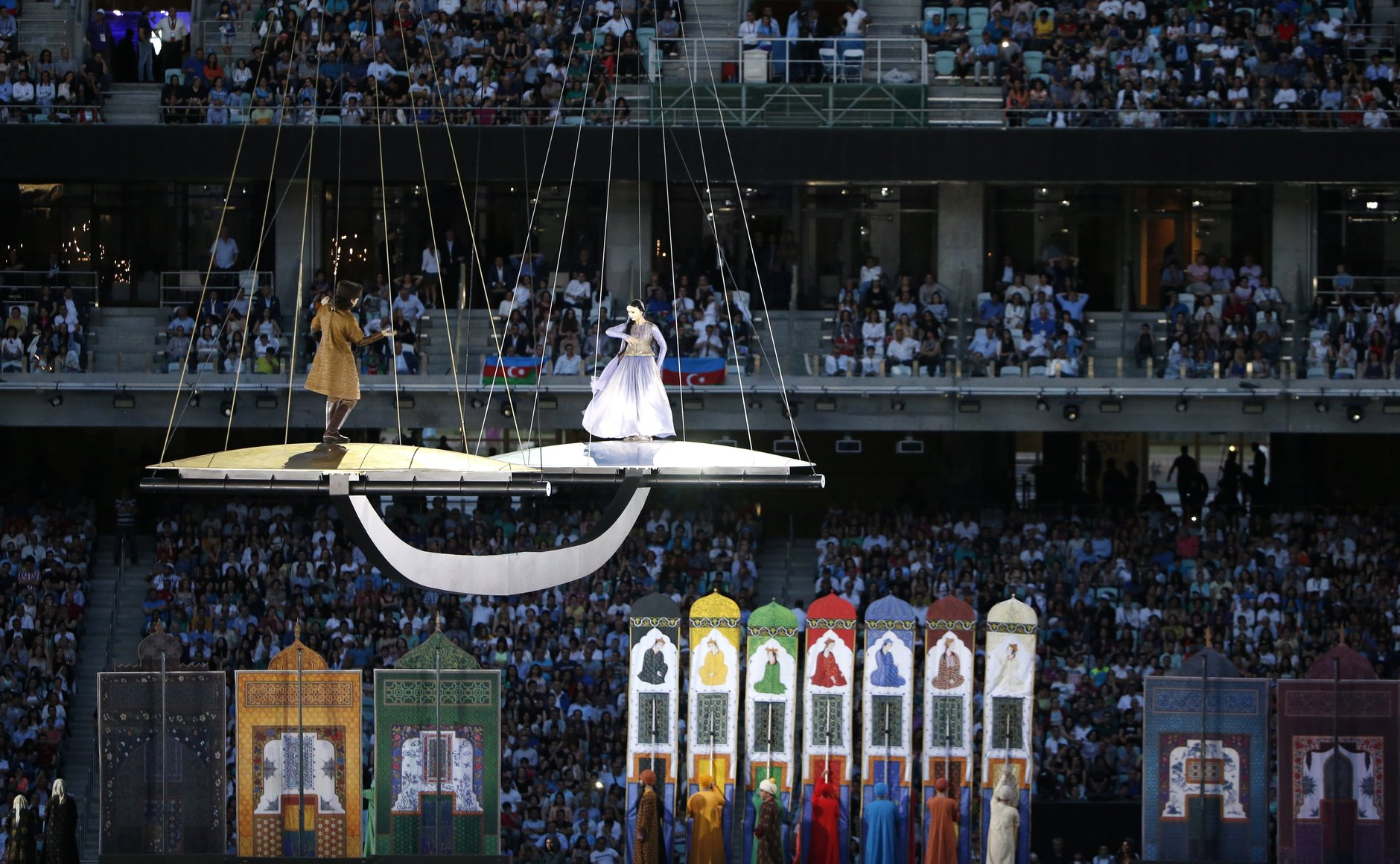
Příběh Layla a Majnun
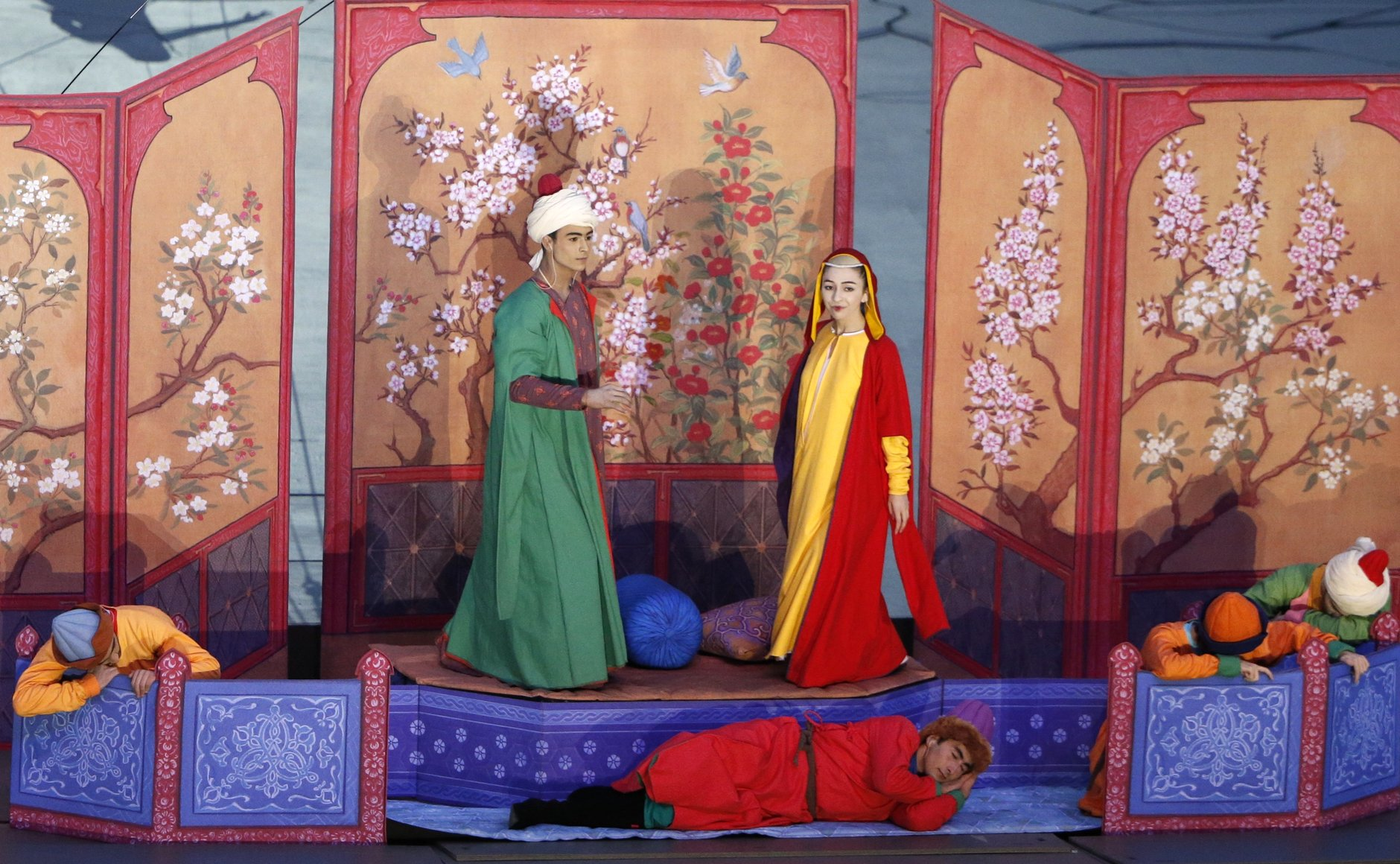
Příběh Khosrow a Shirin
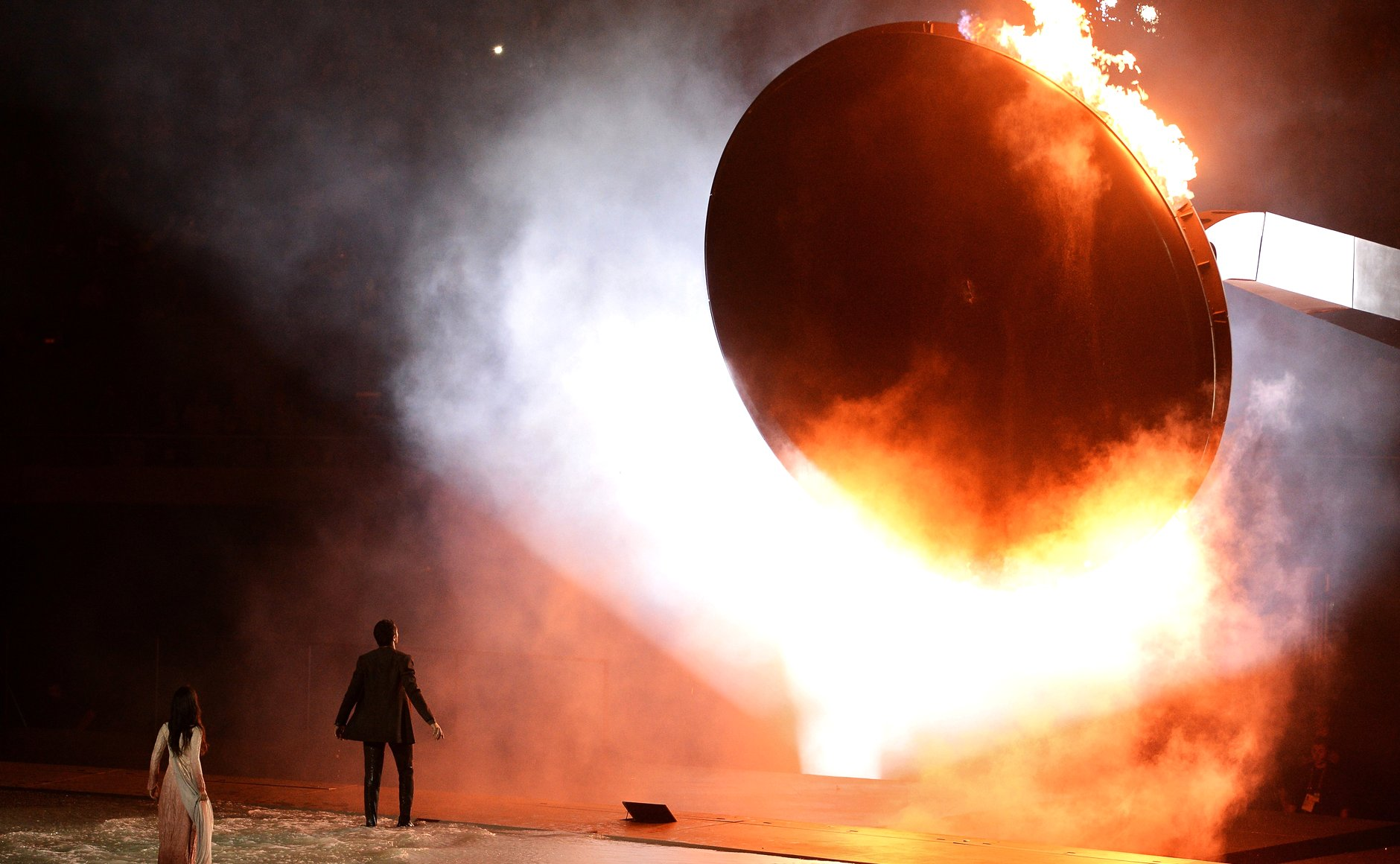
Zapálení olympijského ohně
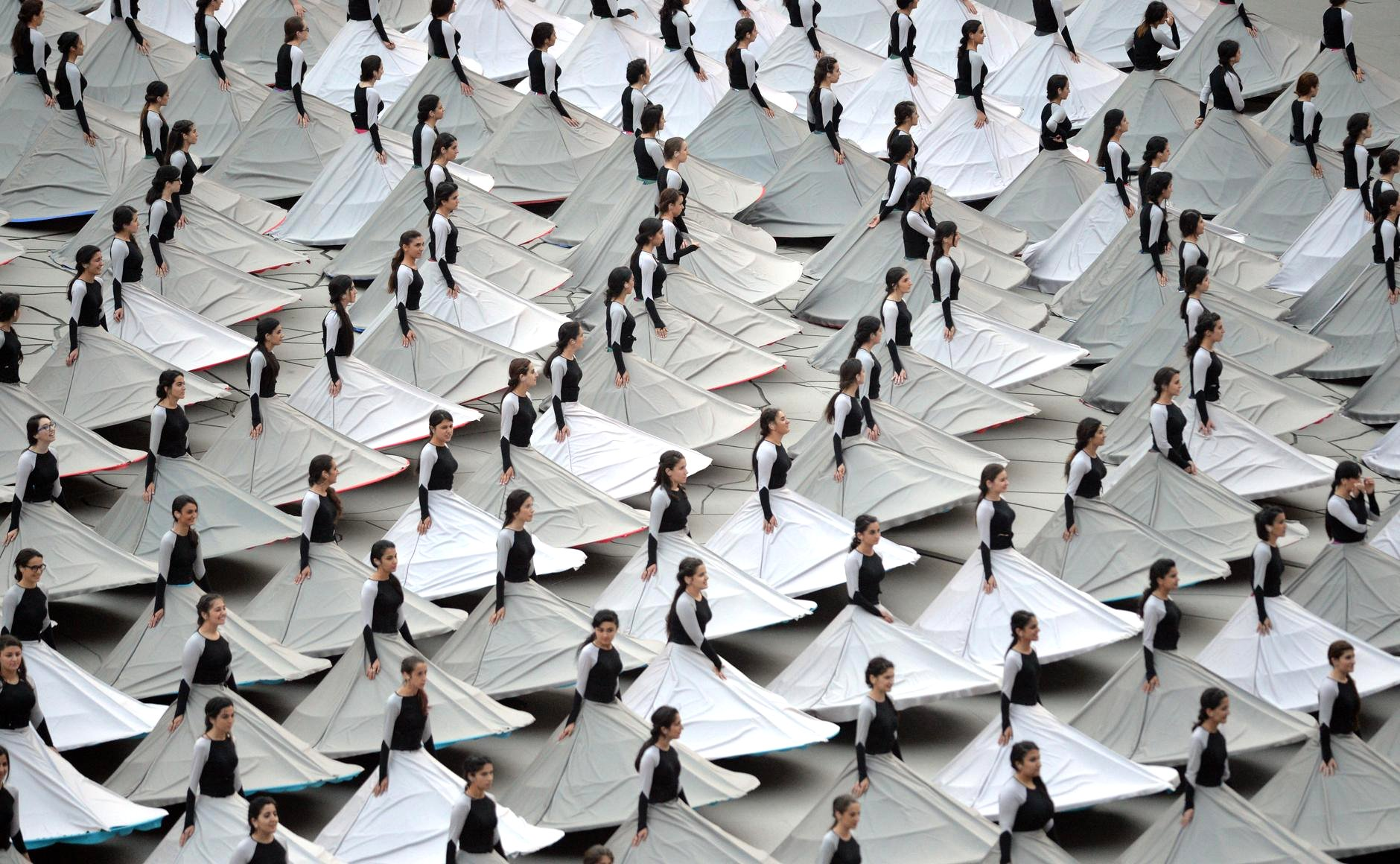
Tanečníci během zahajovacího ceremoniálu

## Účast národních olympijských výborů

Všechny zúčastněné státy jsou vyznačeny zelenou barvou a hostující země (Ázerbájdžán) je vyznačena fialovou barvou

Celkem 50 národních olympijských výborů včetně olympijského výboru Kosova se poprvé sešly na této širokém multi-sportovní akci. Vzhledem k tomu, že Faerské ostrovy a Gibraltar nemají olympijský výbor (nejsou nezávislé státy), se Faerské ostrovy účastnily za Evropskou plaveckou ligu a Gibraltar za Atletickou asociaci malých států Evropy.

## Soutěže
V Baku se soutěžilo ve 20 sportovních odvětvích. 16 odvětví bylo olympijských, 2 odvětví byla olympijská, avšak konala se zde v neolympijském formátu (plážový fotbal a basketbal 3x3), 2 sporty se na olympiádě nekonají (karate a sambo). V celkem 12 odvětvích měli sportovci možnost kvalifikovat se na Letní olympijské hry 2016.

### Sportovní odvětví
V plaveckých sportech soupeřili pouze junioři, v atletice jen družstva.
- Atletika (2)
- Badminton (5)
- Basketbal (3x3) (2)
- Box (15)
- Cyklistika
  - BMX (2)
  - Horská kola (2)
  - Silniční cyklistika (4)
- Gymnastika
  - Akrobatická gymnastika (6)
  - Moderní gymnastika (8)
  - Skoky na trampolíně (4)
  - Sportovní aerobik (2)
  - Sportovní gymnastika (14)
- Judo (16)
- Karate (12)
- Lukostřelba (5)
- Rychlostní kanoistika (15)
- Sambo (8)
- Střelba (19)
- Šerm (12)
- Taekwondo (8)
- Triatlon (2)
- Plavecké sporty
  - Plavání (42)
  - Skoky do vody (8)
  - Synchronizované plavání (4)
  - Vodní pólo (2)
- Volejbal
  - Klasický (2)
  - Plážový (2)
- Zápas
  - Řecko-římský (8)
  - Volný styl (12)

### Kalendář soutěží
| UC | Úvodní ceremoniál | ● | Soutěžní den disciplíny | 1 | Finále disciplíny | ZC | Závěrečný ceremoniál |

| Červen                  | Červen                  | 12. Pá | 13. So | 14. Ne | 15. Po | 16. Út | 17. St | 18. Čt | 19. Pá | 20. So | 21. Ne | 22. Po | 23. Út | 24. St | 25. Čt | 26. Pá | 27. So | 28. Ne | Finále |
| ----------------------- | ----------------------- | ------ | ------ | ------ | ------ | ------ | ------ | ------ | ------ | ------ | ------ | ------ | ------ | ------ | ------ | ------ | ------ | ------ | ------ |
| Ceremoniály             | Ceremoniály             | UC     |        |        |        |        |        |        |        |        |        |        |        |        |        |        |        | ZC     |        |
| Atletika                | Atletika                |        |        |        |        |        |        |        |        |        | ●      | 2      |        |        |        |        |        |        | 2      |
| Badminton               | Badminton               |        |        |        |        |        |        |        |        |        |        | ●      | ●      | ●      | ●      | ●      | 2      | 3      | 5      |
| Basketbal (3x3)         | Basketbal (3x3)         |        |        |        |        |        |        |        |        |        |        |        | ●      | ●      | ●      | 2      |        |        | 2      |
| Box                     | Box                     |        |        |        |        | ●      | ●      | ●      | ●      | ●      | ●      | ●      | ●      | ●      | 5      | 5      | 5      |        | 15     |
| Cyklistika              | BMX                     |        |        |        |        |        |        |        |        |        |        |        |        |        |        | ●      | ●      | 2      | 8      |
| Cyklistika              | Horská kola             |        | 2      |        |        |        |        |        |        |        |        |        |        |        |        |        |        |        | 8      |
| Cyklistika              | Silniční cyklistika     |        |        |        |        |        |        | 2      |        | 1      | 1      |        |        |        |        |        |        |        | 8      |
| Gymnastika              | Akrobatická gymnastika  |        |        |        |        |        | ●      |        | 2      |        | 4      |        |        |        |        |        |        |        | 34     |
| Gymnastika              | Moderní gymnastika      |        |        |        |        |        | 1      |        | 1      |        | 6      |        |        |        |        |        |        |        | 34     |
| Gymnastika              | Skoky na trampolíně     |        |        |        |        |        | ●      |        | ●      |        | 4      |        |        |        |        |        |        |        | 34     |
| Gymnastika              | Sportovní aerobik       |        |        |        |        |        | ●      |        | ●      |        | 2      |        |        |        |        |        |        |        | 34     |
| Gymnastika              | Sportovní gymnastika    |        |        | ●      | 2      |        |        | 2      |        | 10     |        |        |        |        |        |        |        |        | 34     |
| Judo                    | Judo                    |        |        |        |        |        |        |        |        |        |        |        |        |        | 5      | 6      | 5      | 2      | 18     |
| Karate                  | Karate                  |        | 6      | 6      |        |        |        |        |        |        |        |        |        |        |        |        |        |        | 12     |
| Lukostřelba             | Lukostřelba             |        |        |        |        | ●      | 1      | 2      | ●      | ●      | 1      | 1      |        |        |        |        |        |        | 5      |
| Plavání                 | Plavání                 |        |        |        |        |        |        |        |        |        |        |        | 7      | 8      | 9      | 7      | 11     |        | 42     |
| Plážový fotbal          | Plážový fotbal          |        |        |        |        |        |        |        |        |        |        |        |        | ●      | ●      | ●      | ●      | 1      | 1      |
| Plážový volejbal        | Plážový volejbal        |        |        |        |        | ●      | ●      | ●      | ●      | 1      | 1      |        |        |        |        |        |        |        | 2      |
| Rychlostní kanoistika   | Rychlostní kanoistika   |        |        | ●      | 5      | 10     |        |        |        |        |        |        |        |        |        |        |        |        | 15     |
| Sambo                   | Sambo                   |        |        |        |        |        |        |        |        |        |        | 8      |        |        |        |        |        |        | 8      |
| Skoky do vody           | Skoky do vody           |        |        |        |        |        |        | 2      | 2      | 2      | 2      |        |        |        |        |        |        |        | 8      |
| Stolní tenis            | Stolní tenis            |        | ●      | ●      | 2      | ●      | ●      | ●      | 2      |        |        |        |        |        |        |        |        |        | 4      |
| Střelba                 | Střelba                 |        |        |        |        | 3      | 3      | 2      | 2      | 3      | 3      | 3      |        |        |        |        |        |        | 19     |
| Synchronizované plavání | Synchronizované plavání | ●      | ●      | ●      | 2      | 2      |        |        |        |        |        |        |        |        |        |        |        |        | 4      |
| Šerm                    | Šerm                    |        |        |        |        |        |        |        |        |        |        |        | 2      | 2      | 2      | 3      | 3      |        | 12     |
| Taekwondo               | Taekwondo               |        |        |        |        | 2      | 2      | 2      | 2      |        |        |        |        |        |        |        |        |        | 8      |
| Triatlon                | Triatlon                |        | 1      | 1      |        |        |        |        |        |        |        |        |        |        |        |        |        |        | 2      |
| Vodní pólo              | Vodní pólo              | ●      | ●      | ●      | ●      | ●      | ●      | ●      | ●      | 1      | 1      |        |        |        |        |        |        |        | 2      |
| Volejbal                | Volejbal                |        | ●      | ●      | ●      | ●      | ●      | ●      | ●      | ●      | ●      | ●      | ●      | ●      | ●      | ●      | 1      | 1      | 2      |
| Zápas                   | Řecko-římský            |        | 4      | 4      |        |        |        |        |        |        |        |        |        |        |        |        |        |        | 24     |
| Zápas                   | Volný styl              |        |        |        | 4      | 4      | 4      | 4      |        |        |        |        |        |        |        |        |        |        | 24     |
| Celkem disciplín        | Celkem disciplín        |        | 13     | 11     | 15     | 21     | 11     | 16     | 11     | 18     | 25     | 13     | 9      | 10     | 21     | 23     | 27     | 9      | 253    |
| Kumulativní součet      | Kumulativní součet      |        |        | 24     | 39     | 60     | 71     | 87     | 98     | 116    | 141    | 154    | 163    | 173    | 194    | 217    | 244    | 253    |        |
| Červen                  | Červen                  | 12. Pá | 13. So | 14. Ne | 15. Po | 16. Út | 17. St | 18. Čt | 19. Pá | 20. So | 21. Ne | 22. Po | 23. Út | 24. St | 25. Čt | 26. Pá | 27. So | 28. Ne | Finále |

## Pořadí národů
V Baku se rozdělilo 253 sad medailí.
| Pořadí | Země                 | Zlato | Stříbro | Bronz | Celkem |
| ------ | -------------------- | ----- | ------- | ----- | ------ |
| 1      | Rusko (RUS)          | 79    | 40      | 45    | 164    |
| 2      | Ázerbájdžán (AZE)*   | 21    | 15      | 20    | 56     |
| 3      | Velká Británie (GBR) | 18    | 10      | 19    | 47     |
| 4      | Německo (GER)        | 16    | 17      | 33    | 66     |
| 5      | Francie (FRA)        | 12    | 13      | 18    | 43     |
| 6      | Itálie (ITA)         | 10    | 26      | 11    | 47     |
| 7      | Bělorusko (BLR)      | 10    | 11      | 22    | 43     |
| 8      | Ukrajina (UKR)       | 8     | 14      | 24    | 46     |
| 9      | Nizozemsko (NED)     | 8     | 12      | 9     | 29     |
| 10     | Španělsko (ESP)      | 8     | 11      | 11    | 30     |
| 23     | Slovensko (SVK)      | 2     | 2       | 3     | 7      |
| 32     | Česko (CZE)          | 0     | 2       | 5     | 7      |
| Celkem | Celkem               | 253   | 253     | 338   | 844    |